# Elaeocarpus erdinii
Elaeocarpus erdinii là một loài thực vật có hoa trong họ Côm. Loài này được Coode mô tả khoa học đầu tiên năm 2001.